# Gerbillus juliani
Gerbillus juliani is een zoogdier uit de familie van de Muridae. De wetenschappelijke naam van de soort werd voor het eerst geldig gepubliceerd door St Leger in 1935.